# Katie Says Goodbye
Pour plus de détails, voir Fiche technique et Distribution.
Katie Says Goodbye est un drame américain écrit et réalisé par Wayne Roberts, sorti en 2018. Il a été sélectionné aux festivals de Toronto (TIFF), Rotterdam (IFFR) et Deauville. 

## Synopsis
Katie est une jeune fille de 17 ans qui vit avec sa mère dans le sud-ouest américain. Elle ne rêve qu'une seule chose : quitter son job précaire de serveuse et débuter une nouvelle vie à San Francisco. Pour se faire de l'argent plus facilement et le mettre de côté, elle se prostitue et couche avec des clients différents : un routier de passage, un flic, un bon père de famille... Jusqu'au jour où elle rencontre un garagiste, Bruno, qui n'est autre qu'un ancien taulard. Les deux tombent amoureux l'un de l'autre mais il découvre qu'elle se prostitue.

## Fiche technique
- Titre original et français : Katie Says Goodbye
- Réalisation et scénario : Wayne Roberts
- Montage : Sabine Emiliani, Carlo Sirtori et David Steiner
- Musique : Dan Romer
- Photographie : Paula Huidobro
- Production : Max Born, F.A. Eric Schultz, Carlo Sirtori, Benjamin Steiner, David Steiner et Jacob Wasserman
- Sociétés de production : Parallell Cinéma et Relic Pictures
- Sociétés de distribution : Bodega Films (France)
- Pays d'origine :  États-Unis, France
- Genre : drame
- Durée : 88 minutes
- Dates de sortie :
  -  Canada : 11 septembre 2016 (Festival international du film de Toronto)
  -  France : 18 avril 2018

## Distribution
- Olivia Cooke : Katie
- Mireille Enos : Tracey, la mère de Katie
- Christopher Abbott : Bruno
- Mary Steenburgen : Maybelle
- James Belushi : Bear, un client de Katie
- Keir Gilchrist : Matty
- Chris Lowell : Dirk
- Natasha Bassett : Sara
- Gene Jones : Mr. Willard

## Prix
- Meilleure actrice (Olivia Cooke) et meilleur scénario (Wayne Roberts) au festival de Newport Beach[4].
- Impact Award au festival de Stockholm[5].